# Yang Yilin

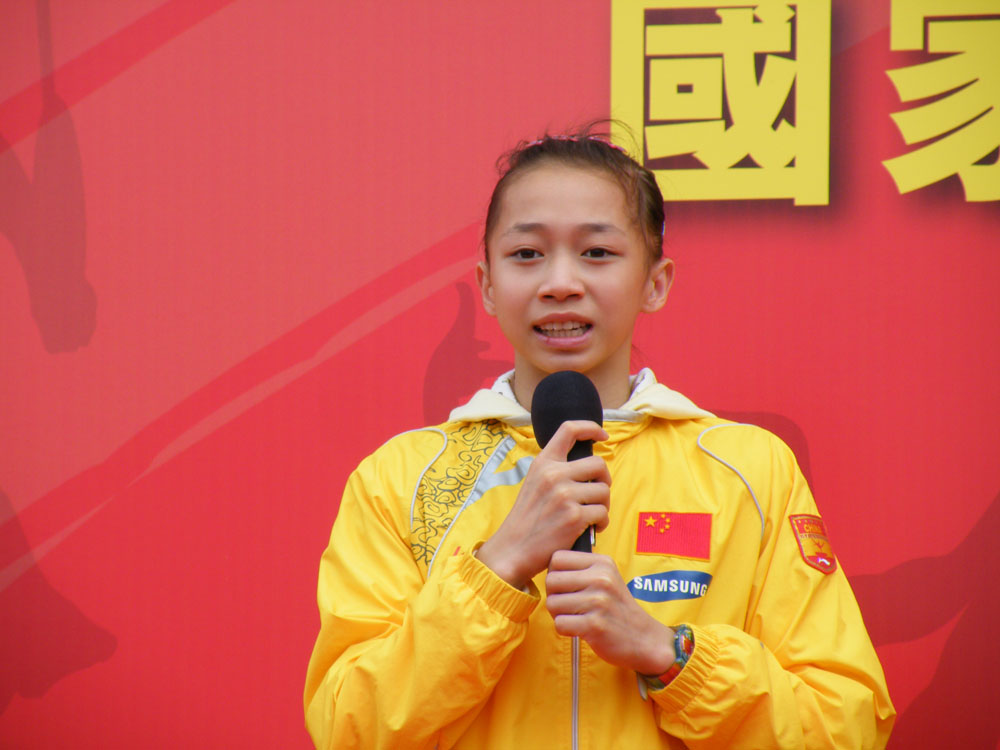
Yang Yilin während eines offiziellen Besuchs der Polytechnischen Universität Hongkong am 19. Januar 2008

Yang Yilin (* 26. August 1992 in Guangdong) ist eine chinesische Turnerin. Sie wird von ihrem Trainer Lu Shan Zhen betreut. Ihr größter Erfolg ist der Gewinn der Goldmedaille mit der Mannschaft bei den Olympischen Sommerspielen 2008.

## Karriere
Yang Yilin gab ihr internationales Debüt bei den Turn-Weltmeisterschaften 2007 in Stuttgart. Im Mehrkampf konnte sie sich im Endkampf auf Rang sechs platzieren. Am Stufenbarren gewann Yang die Bronzemedaille, mit der Mannschaft holte sie Silber. Auf dem Schwebebalken und am Boden konnte sie sich jedoch nicht für den Endkampf qualifizieren.
Yang Yilin wurde in den chinesischen Kader für die Olympischen Sommerspiele 2008 in Peking berufen. Dort gewann sie mit der Mannschaft die Goldmedaille. Am Stufenbarren und im Mehrkampf konnte sie jeweils die Bronzemedaille erreichen.
Im Vorfeld der Olympischen Spiele und während der Turnwettbewerbe wurde von Seiten der Medien das Alter Yang Yilins in Zweifel gezogen und Hinweise gefunden, die auf das Geburtsjahr 1993 hindeuteten.
Da die offiziellen Unterlagen aber 1992 angaben, durfte sie an den Wettbewerben teilnehmen.